# 足助重長
足助 重長（あすけ しげなが）は、平安時代末期の武将。浦野重直の六男。号は加茂六郎。足助氏の祖。

## 経歴
尾張源氏山田氏の一族で、三河国加茂郡足助荘の荘官となり同地に黍生城を築き居住したとされる。父祖に続き河内源氏の嫡流に臣従したとも考えられ、源為義の八男為朝（鎮西八郎）の娘を娶るなどした。詳しい動向は不明であるが、その最期は平家によって討ち取られたとされ（『尊卑分脈』など）、伝承では治承5年（1181年）の墨俣川の戦いに兄たちと共に参戦し戦後捕虜として平家方に拘束された後に殺害されたという。
なお、源為朝の娘との間には嫡子・重秀（重季）のほか鎌倉幕府2代将軍・源頼家の室となった辻殿を儲けており、この女性は公暁の母となっていることが『吾妻鏡』にみえている（同建保7年（1219年）1月27日条）。

## 系譜
- 父：浦野重直
- 母：不詳
- 妻：源為朝女
  - 男子：足助重秀 - 足助冠者。
  - 女子：辻殿 - 源頼家室、公暁の母。